# 同窗生
《同窗生》（韓語：동창생(同窓生)） 是2013年上映的韓國諜報動作片。由崔勝鉉主演。講述身為前北朝鮮間諜兒子的明勳，為了救他的妹妹而要殺掉一名韓國間諜的故事。

## 劇情介绍
明勳在到韓國之前從來沒有想過他會成為一名殺手。明勳在北朝鮮含著金湯匙出生，明勳小時候家裡很有錢，他的夢想是成為一名鋼琴家。但他的父親在一次的任務中失敗後身亡，他的夢想成空。而被送去勞改營。為了讓生病的妹妹可以離開勞改營，假扮成脫北者姜大豪，前往韓國成為殺手。
透過管道，被同樣為北韓間諜的養父養母收留，並等待任務。
他在韓國一間高中讀書，導師安排他坐在被班上同學霸凌的女同學李慧茵的旁邊，進而知道她和妹妹同名並成為了她的朋友。
明勳回到家，在房間桌上發現一個手機包裹；文尚哲在電話中告知明勳，南韓有位殺手名為北斗星，專門殺害他們在北韓的間諜。 
於是文尚哲要求明勳給北斗星一個教訓，明勳先去樂透店拿號碼打電話，然後再去蛋糕店領蛋糕裡面手槍和子彈。  
明勳先找到了一家拳擊教室，與一個胖子開始打鬥，胖子輸了。明勳拿槍指著胖子問北斗星在哪裡，胖子透露有位屠夫認識他，便趁機想攻擊明勳，最後明勳用飛踢，踹死了胖子。  
隔天明勳來到豬肉工廠找那位屠夫，明勳拿槍要脅屠夫告知北斗星的消息。屠夫寫了車牌號碼後，便拿起武器開始反擊，明勳還是成功刺死了屠夫。 
隔天早上明勳開始在停車場找北斗星的車牌號碼，找到後，在旁伺機而動。待北斗星上車後，明勳尾隨著北斗星，在停紅綠燈時，明勳掏槍，但被北斗星發現，北斗星猛踩油門，明勳只射破北斗星的車窗，再射破車子輪胎，於是車子失控打滑，這時北斗星受傷了，旁邊圍觀民眾越來越多，明勳只好先暫時放過北斗星。 
某天上學，明勳看到慧茵被那群男同學欺負並不小心弄破慧茵的制服後，明勳就動怒打了那群男同學，導致他們都帶著不同程度的扭傷倒在地上哀嚎。
慧茵決定退學並開始工作，便請明勳假裝她的哥哥，讓她可以在一間舞蹈教室學習跳舞跟工作。
與此同時，明勳也休學了。養父養母被北斗星找上並槍殺身亡，北斗星與兩位同夥拿走了保險箱的鑽石與金錢，北斗星叫同夥們先離開。他便坐在沙發上等著明勳回來。
經過一番激戰，明勳成功殺死了北斗星，但自己也是傷痕累累。明勳用刀切斷瓦斯管線並將刀子放入微波爐中啟動，明勳打包衣服騎車離開養母藥店後，房子便爆炸了。
明勳來到夜市的阿婆攤，婆婆告知食材已經賣完了，請明勳去其他家。但明勳告知婆婆，藥店關閉了。於是婆婆明白了，便讓明勳坐下休息，明勳坐著沒多久，就昏迷倒下 ，婆婆只好收留明勳。 
後續，文尚哲再度聯絡明勳，指使明勳去毀了北斗星所屬的單位以牙還牙。並將保險櫃中的鑽石取回。在經過一番激戰後，明勳成功了！
任務完成後，明勳開心的認為終於可以回去北韓與妹妹相聚了。於是在他離開前，先去商店街買了一件外套給婆婆，感謝她收留他。並買了髮夾準備要送給妹妹。
離開前去見了婆婆及慧茵一面，婆婆嘴裡嫌棄著外套花色但實則很感動，並叮嚀明勳回去後忘了這裡的生活，好好學習讀書，便假意要開店了請明勳離開，兩人便紅著眼眶分開了！
後續他去找慧茵，告知她，他要回去看妹妹了，慧茵問明勳還會再聯絡嗎？但明勳沈默不語，慧茵便明白了⋯
另一方面，北韓因政局動盪，且北韓高官告知南韓高官，金正恩即將掌權，他們將第八軍團成員名單交給南韓官員。要求他們幫他們剷除掉這些人。於是，在南韓的北韓間諜開始被追捕。
某天晚上，明勳找了一家港口偷渡的店，告知船長他要坐船。原本兩人還有說有笑，明勳也很開心終於可以回家了。但上船之後，船長卻趁明勳不注意，拿魚刀捅明勳肚子，明勳來不及反應只能用手握著刀子並不解的問船長為何要這麼做？一陣扭打後，明勳拿到魚刀刺死船長，再把船長丟到海裡。
明勳負傷回去阿婆攤時，看見婆婆被警察包圍，婆婆拿刀挾持客人不願就範，婆婆看見明勳，並大喊叫他趕快離開不要逗留，見明勳已經被警察察覺，便拿刀想攻擊警察而被射殺身亡。最後婆婆身上穿著的便是明勳送她的外套。 
明勳絕望且無處可去，只能前往慧茵的住處。窩在陽台的明勳嚇到了慧茵，慧茵發現他腹部血流不止，趕緊將他安置在屋內，並為他清洗傷口。
慧茵在新聞上看到明勳被通緝的消息，但還是不顧一切照顧著明勳。
北韓政權輪替，文尚哲以不似從前那樣呼風喚雨甚至被拷打，要求他想辦法將鑽石找出來。
文尚哲提出將他及明勳妹妹送往南韓的要求，這樣他就能幫他們達成目的。
明勳在養傷期間接到文尚哲的電話，要求明勳將鑽石交出來，並告知他已經將他妹妹帶來南韓。明勳震驚之餘，後續留下他的全家福照片、髮夾及一封信給慧茵。
便在一早離開慧茵的住處，慧茵發現後趕緊聯絡警察，警察開始追蹤明勳。
明勳依約帶著鑽石去露天停車場見文尚哲，但是南韓警察發現他們了，明勳的妹妹被警察帶走。 之後慧茵原本要被南韓警察帶走以保護人身安全，結果卻被北韓特工給綁架了。 
文尚哲打電話逼明勳拿鑽石給老崔就可以救慧茵。 明勳打電話給警察袁正民，請他給妹妹聽電話，確保她安全無虞之後，正民勸明勳向警方自首。明勳告知做完他該做的事，隔天就會去警局，便掛掉電話了。 
明勳來到工廠找到被綁架的慧茵，明勳將鑽石撒在空中，並趁全場人注意力在鑽石上的時候便就開始槍戰了。後續明勳用書包裡手榴彈炸死壞人後，明勳跟慧茵要脫逃時，長髮男抓明勳的腳，導致明勳跌倒，文尚哲這時出現準備向明勳開槍，明勳拿長髮男當肉盾。 明勳起來時被文尚哲開槍打中，正民剛好到達工廠找到明勳並跟文尚哲談判，文尚哲叫明勳開槍殺死正民，明勳轉頭將槍口對準正民，但卻絕望的問正民他該如何是好，他已經沒有退路了！轉身便向文尚哲開槍，後續正民成功開槍殺死文尚哲。 正民扶著受傷的明勳上警車，慧茵幫明勳壓著傷口企圖止血，但明勳的肚子因中了三槍血流如注，在路途中便因失血過多而死亡，慧茵傷心欲絕。
明勳過世後，慧茵來到警局見明勳的妹妹，兩個人互相打過招呼後，慧茵問她要不要一起出去散散步？小慧茵點點頭，路途中，小慧茵問慧茵她和她哥哥是什麼關係？慧茵便笑笑的表示他們是同學而已。小慧茵就說所以你們是「同窗生」囉？
於是兩個慧茵就成了姊妹陪伴彼此生活下去。

## 演員陣容
- 崔勝鉉 - 李明勳（本名）／姜大豪（學校用的名字）
- 韓藝里 - 李慧茵，明勳的同學。
- 尹帝文 - 車正民，大韓民國國家特務。
- 赵成夏 - 文尚哲，北朝鮮高級軍官。
- 金裕貞 - 李慧茵，明勳的妺妹。
- 李珠實 - 北朝鮮的間諜，以擺攤阿婆掩護身份。
- 鄭昊彬 - 北朝鮮的間諜。
- 金宣敬 - 北朝鮮的間諜，明勳在韓國的養母，以藥劑師掩護身份。
- 郭民錫 - 北朝鮮的間諜，明勳在韓國的養父。
- 東賢裴 - 明勳的同學。
- 嚴泰谷 - 明勳的同學。
- 金敏在
- 姜漢娜 - 認識李慧茵的咖啡店店員。

### 特別出演
- 朴誠雄 - 李英浩，明勳的父親。

## 外部連結
- 韩国电影数据库（KMDb）上《同窗生》的資料 （英文）
- 《同窗生》在HanCinema的页面（英文） （英文）
- 《同窗生 （页面存档备份，存于）》在NAVER電影的頁面 
- 《同窗生 （页面存档备份，存于）》在臺灣發行商山水國際娛樂的頁面

1. . meWATCH. （原始内容存档于2021-10-27） （英语）.